# Lamborghini Islero
Pour les articles homonymes, voir Projet Islero.
La Lamborghini Islero, également appelée Islero 400 GT, est un modèle du constructeur automobile italien Lamborghini. Présentée lors du Salon international de Genève en mars 1968, elle remplace la Lamborghini 400 GT 2+2. Le nom d'« Islero » est attribué en référence au taureau qui a tué dans l'arène le fameux matador Manolete en 1947.
Dessinée par la société de carrosserie Marazzi à la suite de la fermeture de la Carrozzeria Touring, l'Islero ne connaît pas le succès escompté, en raison d'un style jugé trop classique et d'une finition ne correspondant pas à l'image de Lamborghini. Malgré l'arrivée d'une version S qui atténue ces défauts, l'Islero n'est produite que durant un peu plus d'un an, avant d'être remplacée en 1970 par la Lamborghini Jarama.

## Genèse
La naissance de la Lamborghini Islero coïncide avec la fermeture de la société de carrosserie Touring. Cette dernière, en proie à des difficultés financières croissantes et mise sous contrôle administratif en 1963, ferme définitivement le 31 janvier 1967. Pour poursuivre la production de ses modèles, Ferruccio Lamborghini s'adresse alors à la carrosserie Marazzi, une entreprise industrielle reprise par des anciens collaborateurs de Touring. C'est ainsi que l'Islero sera carrossée par Marazzi.
Après 125 exemplaires produits entre mars 1968 et février 1969, une version légèrement modifiée, la « GTS », plus rapide et mieux finie, apparaît. Elle sera produite à 100 exemplaires jusqu'en 1969 avant d'être supplantée par la Lamborghini Jarama.

## Design
Le dessin de l'Islero ne fait pas l'unanimité et beaucoup lui reprochent de n'être qu'une simple évolution de la 350 GT. Ses lignes ne sont d'ailleurs pas sans rappeler celles du premier projet, la 350 GTV, au niveau de la face avant à phares escamotables. Elle souffre également d'une piètre finition, loin des standards des autres marques de prestige,. 
Il faudra attendre l'Islero S pour que l'habitacle soit revu en profondeur, profitant de nouveaux sièges, ainsi que d'un tableau de bord et une console centrale entièrement redessinés. Elle s'offre de surcroît des jantes Borrani, cependant souvent remplacées par les Campagnolo en magnésium.

## Moteur et performances
La mécanique de la Lamborghini Islero est celle de sa devancière, la 400 GT 2+2, dont les barres antiroulis et les disques de freins se sont vu surdimensionner pour la nouvelle venue.
Toutes les versions sont équipées du même moteur V12 ouvert à 60°, d'une cylindrée de 3 929 cm3 et développant, selon les sources, 320 ch ou 325 ch à 7 000 tr/min. Le 0 à 100 km/h est ainsi réalisé en 6,5 s et l'Islero dépasse la barre symbolique des 251 km/h. 
L'Islero S profite quant à elle de l'adoption du système de distribution de la Miura et d'une augmentation du taux de compression à 10,5 pour atteindre les 350 ch.

## Châssis et suspensions
Pesant 1 315 kg, la Lamborghini Islero est relativement lourde pour l'époque. Ce poids relativement important s'explique notamment par l'option retenue d'utiliser une structure en acier plutôt qu'en alliage léger.